# FIL Juniorenweltcup Rennrodeln auf Naturbahn 2015/16
Der FIL Juniorenweltcup Rennrodeln auf Naturbahn 2015/16 begann am 2. Januar 2016 im steirischen Winterleiten (AUT) bei Judenburg/Obdach und endete am 23.  Januar 2016 in Kindberg (AUT). Höhepunkt der Saison war die 10. FIL-Naturbahnrodel-Juniorenweltmeisterschaft vom 13. bis zum 14. Februar 2016 in Latsch (ITA).

## Damen-Einsitzer

### Ergebnisse
| Datum                          | Ort                 | Siegerin           | Zweite             | Dritte             |
| ------------------------------ | ------------------- | ------------------ | ------------------ | ------------------ |
| 2. bis 3. Januar 2016          | Obdach-Winterleiten | Theresa Maurer     | Alexandra Pfattner | Lisa Walch         |
| 5. bis 6. Januar 2016          | Seiseralm           | Daniela Mittermair | Alexandra Pfattner | Theresa Maurer     |
| 16. Januar bis 17. Januar 2016 | Umhausen            | Theresa Maurer     | Alexandra Pfattner | Daniela Mittermair |
| 23. bis 24. Januar 2016        | Kindberg            | Theresa Maurer     | Alexandra Pfattner | Camilla Singer     |

### Weltcupstand
Endstand
| Rang | Name                 | Punkte |
| ---- | -------------------- | ------ |
| 01   | Theresa Maurer       | 370    |
| 02   | Alexandra Pfattner   | 340    |
| 03   | Daniela Mittermair   | 290    |
| 04   | Greta Oberrauch      | 212    |
| 05   | Nadine Staffler      | 183    |
| 06   | Camilla Singer       | 176    |
| 07   | Vanessa Markt        | 173    |
| 08   | Andrea Kuntner       | 161    |
| 09   | Christa Unterholzner | 154    |
| 10   | Mara Pfeifer         | 152    |

## Herren-Einsitzer

### Ergebnisse
| Datum                          | Ort                 | Sieger             | Zweiter             | Dritter            |
| ------------------------------ | ------------------- | ------------------ | ------------------- | ------------------ |
| 2. bis 3. Januar 2016          | Obdach-Winterleiten | Fabian Achenrainer | Florian Markt       | Thomas Hörburger   |
| 5. bis 6. Januar 2016          | Seiseralm           | Jack Leslie        | Florian Haselrieder | Laurin Kompatscher |
| 16. Januar bis 17. Januar 2016 | Umhausen            | Fabian Achenrainer | Jack Leslie         | Philip Haselrieder |
| 23. bis 24. Januar 2016        | Kindberg            | Florian Markt      | Jack Leslie         | Philip Haselrieder |

### Weltcupstand
Endstand
| Rang | Name                 | Punkte |
| ---- | -------------------- | ------ |
| 01   | Jack Leslie          | 330    |
| 02   | Fabian Achenrainer   | 315    |
| 03   | Philip Haselrieder   | 255    |
| 04   | Thomas Hörburger     | 250    |
| 05   | Florian Haselrieder  | 236    |
| 06   | Florian Markt        | 228    |
| 07   | Laurin Kompatscher   | 212    |
| 08   | Italien Lukas Gasser | 166    |
| 09   | Josef Limmer         | 135    |
| 10   | Iliev Veselin        | 130    |

## Doppelsitzer

### Ergebnisse
| Datum                   | Ort                 | Sieger      | Sieger                          | Zweite      | Zweite                        | Dritte    | Dritte                          |
| ----------------------- | ------------------- | ----------- | ------------------------------- | ----------- | ----------------------------- | --------- | ------------------------------- |
| 2. bis 3. Januar 2016   | Obdach-Winterleiten | Polen       | Rafal Zsuwal – Pawel Spratek    |             |                               |           |                                 |
| 5. bis 6. Januar 2016   | Seiseralm           | Polen       | Rafal Zsuwal – Pawel Spratek    |             |                               |           |                                 |
| 16. bis 17. Januar 2016 | Umhausen            | Deutschland | Josef Limmer – Florian Limmer   |             |                               |           |                                 |
| 23. bis 24. Januar 2016 | Kindberg            | Italien     | Manuel Gaio – Nicolo Debertolis | Deutschland | Josef Limmer – Florian Limmer | Bulgarien | Iliev Veselin – Jordan Dimitrov |

### Weltcupstand
Endstand
| Rang | Name                            | Punkte |
| ---- | ------------------------------- | ------ |
| 01   | Rafal Zsuwal – Pawel Spratek    | 200    |
| 02   | Josef Limmer – Florian Limmer   | 185    |
| 03   | Manuel Gaio – Nicolo Debertolis | 100    |
| 04   | Iliev Veselin – Jordan Dimitrov | 60     |
| 05   | Polen – Patryk Budny            | 0      |